# Sten Lundin (ingenjör)
Sten T. Lundin, född 27 augusti 1924 i Stockholm, död 2002, var en svensk kemiingenjör och forskare.
Sten Lundin tog examen 1949 vid Kungliga Tekniska högskolan (KTH) och disputerade 1959 för teknologie doktorsgrad. Han var 1961–1967 laborator vid KTH och 1967–1989 professor i kemiteknik vid Lunds tekniska högskola.
Lundin invaldes 1979 som ledamot av Ingenjörsvetenskapsakademien (IVA).